# Bryn Forbes
Bryn Jerrel Forbes (Lansing, 23 de julho de 1993) é um jogador norte-americano de basquete profissional que atualmente joga no Denver Nuggets da National Basketball Association (NBA).
Ele jogou basquete universitário na Universidade Estadual de Cleveland e na Universidade Estadual de Michigan, se tornando um chutador de três pontos confiável.

## Carreira no ensino médio
Em seu terceiro ano, Forbes teve média de 13,6 pontos e ajudou a J. W. Sexton High School a chegar a um recorde de 26–2 e ao título estadual. Ele marcou 29 pontos nas semifinais da Classe B de 2011 contra o Detroit Country Day.
Em seu último ano, Forbes teve médias de 19,0 pontos, 5,0 rebotes e 3,0 assistências. Jogando ao lado de Denzel Valentine, eles ganharam os títulos estaduais da Classe B de 2011 e 2012. Ele marcou 60 pontos na final de 2012 contra Stevensville Lakeshore. Ele foi nomeado um membro do Dream Team da Lansing State Journal e foi selecinado para a Segunda-Equipe do Estado pelo Detroit Free Press e pela The Detroit News.
Ele não foi muito recrutado e não recebeu a atenção que Valentine recebeu. A ESPN o listou como o terceiro melhor recruta do Estado de Cleveland na classe de 2012. Forbes recebeu uma nota de recrutamento de duas estrelas da ESPN, sendo classificado como o 92º melhor armador do país, o 77º melhor jogador da Região Centro-Oeste e o 11º melhor jogador do estado de Michigan. Ele assinou com a Universidade Estadual de Cleveland, sua única oferta importante, em 4 de agosto de 2011.

## Carreira universitária

### Cleveland State (2012–2014)
Forbes jogou seu primeiro ano na Universidade Estadual de Cleveland. Ele jogou em 32 jogos, sendo titular em 18, com médias de 12,7 pontos, 3,5 rebotes e 1,2 assistências em 28,3 minutos. Forbes liderou a equipe em pontuação entre jogadores que atuaram em mais de seis jogos. Ele ficou em 11º lugar na Horizon League em pontuação e em oitavo em três pontos por jogo (2,0). Forbes marcou dois dígitos em 24 jogos, incluindo quatro jogos de mais de 20 pontos. 
Seu recorde da temporada de 24 pontos veio contra Valparaíso e Milwaukee. Seus outros jogos de pontuação alta foram contra Loyola com 22 pontos e 21 pontos contra Detroit. 
Seu ano de calouro de sucesso foi recompensado com o Prêmio de Novato do Ano da Horizon League, a seleção a Equipe de Novatos da Horizon League e duas vezes o Prêmio de Novato da Semana da Horizon League (3 de dezembro e 14 de janeiro).
Forbes procurou melhorar ao entrar em seu segundo ano. Ainda em Cleveland, ele foi titular em todos os 32 jogos em que jogou e teve médias de 15,6 pontos, 3,1 rebotes e 1,7 assistências em 34,4 minutos. Sua média de 15,6 pontos por jogo liderou Cleveland State e ficou em sexto lugar na Horizon League. 
Forbes levou a equipe a um recorde de 21-12 na Horizon League. Ele quebrou o recorde de mais tentativas de cestas de três pontos em uma temporada de Cleveland com 81. Ele marcou dois dígitos em 26 dos 32 jogos, incluindo 10 jogos com 20 pontos ou mais. Ele foi perfeito em seus primeiros 28 lances livres da temporada. A sua melhor marca de pontos da temporada foi 27 pontos contra Notre Dame (Ohio) e Detroit (1/31). 
Forbes provou sua habilidade para jogar no palco principal ao registrar 22 pontos e 5 rebotes contra a Universidade de Kentucky.
Ele foi selecionado para a Segunda-Equipe da NABC District 12 e para a Segunda-Equipe da Horizon League.

### Michigan State (2014–2016)
Entrando em seu terceiro ano, Forbes decidiu se transferir. Ele queria ir para a Universidade Estadual de Michigan para ficar mais perto de casa para cuidar de seu filho e estar perto de um membro da família com um problema médico. Foi concedida a Forbes uma isenção para jogar pelos Spartans na temporada de 2014-15. As regras da NCAA normalmente exigem que os jogadores transferidos fiquem de fora por um ano, mas as isenções da NCAA são concedidas para atletas que se transferem devido a dificuldades familiares.
Forbes jogou em 39 jogos, sendo titular em 24, com médias de 8,5 pontos, 1,4 rebotes e 1,0 assistências em 26,2 minutos. Ele ficou em quarto lugar na Big Ten em porcentagem geral de arremessos de três pontos (42%). Ele marcou dois dígitos em 14 jogos, incluindo um recorde da temporada de 21 pontos contra Wisconsin e liderou MSU em três jogos contra Eastern Michigan (14 pontos), Rutgers (18 pontos) e Wisconsin (21 pontos). Forbes fez duas ou mais cestas de três em 19 jogos, incluindo cinco jogos com quatro ou mais cestas de três, destacados por um esforço perfeito de 5-5 contra Wisconsin. Ele ficou em quarto lugar na equipe com 23 roubos de bola, com destaque para três roubos de bola contra Nebraska. Ele marcou 14 pontos em dois jogos do Torneio da NCAA contra Geórgia na segunda rodada e contra Louisville no Elite Eight.
O último ano de Forbes foi de muitas melhorias. Ele se tornou um dos melhores atiradores de três pontos do país, acertando perto de 50%. Ele recebeu muitos prêmios e quebrou recordes. Em 2 de março de 2016, Forbes atingiu o recorde da equipe e da Big Ten Conference de 11 tentativas de cestas de três pontos, enquanto liderou Michigan State na vitória por 97-66 sobre Rutgers.
Forbes, junto com Denzel Valentine, foi selecionado para o Torneio de 3 Pontos da NCAA. Ele foi derrotado por seu companheiro de equipe na primeira rodada da competição.
Forbes foi nomeado para a Primeira-Equipe do District V pela Associação de Escritores de Basquete dos Estados Unidos, para a Segunda-Equipe da Big Ten pela midia e para a Segunda-Equipe da Big Ten pelos treinadores.

## Carreira profissional

### San Antonio Spurs (2016–2020)
Depois de não ter sido selecionado no draft da NBA de 2016, Forbes se juntou ao San Antonio Spurs para a Summer League de 2016. Nos treinos para a competição, o técnico do Spurs, Gregg Popovich, disse à Forbes para arremessar depois de ter acertado 77 de 100 arremessos em um de seus treinos pré-draft da NBA. Em 14 de julho de 2016, ele assinou um contrato de 2 anos e US$1.4 milhões com os Spurs. Forbes garantiu uma vaga no elenco depois de impressionar os Spurs durante o acampamento de treinamento e pré-temporada. 
Ele jogou moderadamente pelos Spurs ao longo de sua temporada de estreia, passando a maior parte de seu tempo na G-League com o Austin Spurs. Em 7 de abril de 2017, com Tony Parker, Manu Ginóbili e Kawhi Leonard sem jogar, Forbes registrou 27 pontos, o recorde da sua carreira, e 6 assistências para levar os Spurs a uma vitória por 102-89 sobre o Dallas Mavericks.
Em 11 de novembro, ele fez seu primeiro jogo como titular de sua carreira e marcou 13 pontos em uma vitória por 133-94 sobre o Chicago Bulls, tornando-se o terceiro jogador não selecionado no draft com menos de 1,80 m a iniciar um jogo na história de San Antonio, juntando-se a Avery Johnson e Anthony Carter. Em 28 de janeiro de 2018, ele marcou 23 pontos, o recorde da temporada, na vitória por 113-98 sobre o Sacramento Kings.
Em 20 de julho de 2018, Forbes assinou um contrato de 2 anos e US$6 milhões com os Spurs.
Na abertura da temporada de 2018-19 em 17 de outubro, Forbes fez 11 pontos em seu primeiro jogo como armador titular do time na vitória por 112–108 sobre o Minnesota Timberwolves. Em 24 de outubro, ele marcou 15 pontos na derrota por 116-96 para o Indiana Pacers, tornando-se o primeiro armador titular dos Spurs, além de Tony Parker, a marcar dois dígitos em cada um dos primeiros quatro jogos desde Maurice Cheeks em 1989. Em 10 de novembro, ele marcou 13 pontos em uma vitória de 96-89 sobre o Houston Rockets, marcando dois dígitos em nove dos primeiros 11 jogos da temporada. O único outro jogador dos Spurs a superar isso em suas três primeiras temporadas foi Tim Duncan, que teve 10 jogos em 1998.
Em 11 de dezembro, ele teve seu primeiro duplo-duplo com 24 pontos e 11 rebotes em uma vitória por 111-86 sobre o Phoenix Suns. Foi o primeiro duplo-duplo de sua carreira. Em 13 de dezembro, em uma vitória por 125–87 sobre o Los Angeles Clippers, Forbes se juntou a Danny Green e Gary Neal como os únicos jogadores dos Spurs a marcar 1.000 pontos e fazer 150 cestas de 3 pontos em seus primeiros 150 jogos com o time. Em março de 2019, Forbes alcançou 250 pontos na carreira, juntando-se a Neal e Dāvis Bertāns como os únicos jogadores na história dos Spurs a realizar esse feito em suas três primeiras temporadas com a equipe.

### Milwaukee Bucks (2020–2021)
Em 24 de novembro de 2020, o Milwaukee Bucks anunciou que havia assinado um contrato de 2 anos e US$4.7 milhões com Forbes.
Ele marcou 30 pontos contra o Houston Rockets em 29 de abril de 2021. Durante a temporada regular, ele teve médias de 10,0 pontos. No Jogo 4 da primeira rodada contra o Miami Heat, Forbes marcou 22 pontos.
Forbes se tornou campeão da NBA quando os Bucks venceram as finais da NBA de 2021 em seis jogos contra o Phoenix Suns. Ele jogou em 20 dos 23 jogos dos playoffs dos Bucks e teve médias de 6,6 pontos e 1,4 rebotes em 13,7 minutos por jogo.

### Retorno a San Antonio (2021–2022)
Em 25 de agosto de 2021, Forbes assinou um contrato de 1 ano e US$4.5 milhões para voltar ao San Antonio Spurs. Ele jogou em 40 jogos pelos Spurs e teve média de 9,1 pontos em 16,9 minutos.

### Denver Nuggets (2022–Presente)
Em 19 de janeiro de 2022, Forbes foi negociado com o Denver Nuggets em uma troca de três equipes que também envolveu o Boston Celtics.

## Estatísticas da carreira

### NBA

#### Temporada regular
| Ano      | Equipe      | PJ  | PT  | MPJ  | AP   | 3P   | LL   | RT  | AS  | BR | TO | PPJ  |
| -------- | ----------- | --- | --- | ---- | ---- | ---- | ---- | --- | --- | -- | -- | ---- |
| 2016–17  | San Antonio | 36  | 0   | 7.9  | .364 | .321 | .833 | .6  | .6  | .0 | .0 | 2.6  |
| 2017–18  | San Antonio | 80  | 12  | 19.0 | .421 | .390 | .667 | 1.4 | 1.0 | .4 | .0 | 6.9  |
| 2018–19  | San Antonio | 82  | 81  | 28.0 | .456 | .426 | .885 | 2.9 | 2.1 | .5 | .0 | 11.8 |
| 2019–20  | San Antonio | 63  | 62  | 25.1 | .417 | .388 | .833 | 2.0 | 1.7 | .5 | .0 | 11.2 |
| 2020–21  | Milwaukee   | 70  | 10  | 19.3 | .473 | .452 | .770 | 1.6 | .6  | .3 | .0 | 10.0 |
| 2021–22  | San Antonio | 40  | 1   | 16.9 | .432 | .417 | .898 | 1.6 | 1.0 | .4 | .1 | 9.1  |
| 2021–22  | Denver      | 35  | 1   | 17.4 | .424 | .410 | .921 | .9  | 1.0 | .2 | .1 | 8.6  |
| Carreira | Carreira    | 406 | 167 | 19.0 | .426 | .400 | .829 | 1.5 | 1.1 | .3 | .0 | 8.6  |

#### Playoffs
| Ano      | Equipe      | PJ | PT | MPJ  | AP   | 3P   | LL    | RT  | AS  | BR | TO | PPJ  |
| -------- | ----------- | -- | -- | ---- | ---- | ---- | ----- | --- | --- | -- | -- | ---- |
| 2017     | San Antonio | 6  | 0  | 12.2 | .286 | .222 | 1.000 | 1.0 | .5  | .0 | .2 | 3.3  |
| 2018     | San Antonio | 4  | 0  | 13.5 | .294 | .222 | .714  | .8  | .5  | .0 | .0 | 4.3  |
| 2019     | San Antonio | 7  | 7  | 30.3 | .482 | .484 | .667  | 3.6 | 1.0 | .1 | .1 | 10.7 |
| 2021     | Milwaukee   | 20 | 0  | 13.7 | .411 | .371 | .750  | 1.4 | .3  | .1 | .1 | 6.6  |
| 2022     | Denver      | 5  | 0  | 15.2 | .400 | .364 | .800  | .6  | 1.4 | .2 | .0 | 4.0  |
| Carreira | Carreira    | 42 | 7  | 16.9 | .374 | .332 | .786  | 1.4 | .7  | .0 | .0 | 5.7  |

### Universitário
| Ano      | Equipe         | PJ  | PT  | MPJ  | AP   | 3P   | LL   | RT  | AS  | BR | TO | PPJ  |
| -------- | -------------- | --- | --- | ---- | ---- | ---- | ---- | --- | --- | -- | -- | ---- |
| 2012–13  | Cleveland      | 32  | 18  | 28.3 | .433 | .389 | .804 | 3.5 | 1.2 | .8 | .0 | 12.7 |
| 2013–14  | Cleveland      | 32  | 32  | 34.4 | .434 | .424 | .826 | 3.1 | 1.7 | .8 | .0 | 15.6 |
| 2014–15  | Michigan State | 39  | 24  | 26.2 | .447 | .427 | .808 | 1.4 | 1.0 | .6 | .1 | 8.5  |
| 2015–16  | Michigan State | 35  | 34  | 28.1 | .481 | .481 | .840 | 2.1 | 1.5 | .4 | .0 | 14.4 |
| Carreira | Carreira       | 138 | 108 | 29.2 | .448 | .430 | .819 | 2.5 | 1.3 | .6 | .0 | 12.7 |

Fontes:

## Vida pessoal
Forbes é filho de Brandon e Sue Forbes. Seu filho mais velho, Carter, nasceu em agosto de 2013. Seu segundo filho, Leo, nasceu em 2016.